# Asgrijze buulbuul
De asgrijze buulbuul (Hemixos flavala) is een zangvogel uit de familie Pycnonotidae (buulbuuls).

## Verspreiding en leefgebied
Deze soort komt voor van de Himalaya tot Indochina en telt vijf ondersoorten:
- H. f. flavala: de oostelijk Himalaya, noordoostelijk Bangladesh, noordwestelijk Myanmar en zuidelijk China.
- H. f. hildebrandi: oostelijk Myanmar en noordwestelijk Thailand.
- H. f. davisoni: zuidoostelijk Myanmar en zuidwestelijk Thailand.
- H. f. bourdellei: zuidelijk China, oostelijk Thailand, noordelijk en centraal Laos.
- H. f. remotus: zuidelijk Indochina.

## Status
De grootte van de populatie is niet gekwantificeerd maar de soort wordt omschreven als schaars tot plaatselijk algemeen. Op de Rode lijst van de IUCN heeft deze soort de status niet bedreigd.